# 希賴斯
希賴斯（威爾斯語：、错误：{{IPA}}：無法辨識語言標籤 hɨraɪ̯θ）是一個無法直譯的威爾斯文化概念，威爾斯大學蘭彼得分校曾試圖把它定義為「帶有對死者或離去者悲慟的鄉愁」，混合了掛念、渴望、懷舊、願望，或對昔日威爾斯的熱切渴求。
而牛津及韋氏辭典將之都定義為「對不可歸，或從不存在的家園的鄉愁」。
類似的詞語包括葡萄牙的薩烏達德、巴西的班佐（banzo）、加利西亞的莫里尼亞（morriña）、羅馬尼亞的多爾（dor）、埃塞俄比亞的提茲塔（tizita）等。